# Ratchet & Clank: Tools of Destruction
Ratchet & Clank: Tools of Destrution er det første spil i Ratchet & Clank Future serien, det udkom i 2007
| computerspil | Spire Denne computerspilsrelaterede artikel er en spire som bør udbygges. Du er velkommen til at hjælpe Wikipedia ved at udvide den. |